# Star Fox: Assault
Star Fox: Assault (スターフォックス アサルト?, Sutā Fokkusu: Asaruto) è un videogioco sparatutto della serie Star Fox. Il titolo riprende gli eventi del Team Star Fox un anno dopo gli episodi di Star Fox Adventures. La squadra, sempre capitanata da Fox McCloud, mantiene la presenza di tutti i membri precedenti, Peppy, Slippy, ROB 64 e Fox, con il ritorno di Falco Lombardi (avvenuto nel finale di Star Fox Adventures) e l'aggiunta di Krystal (anch'essa incontrata in Star Fox Adventures).

## Trama
È passato un anno da quando Fox McCloud ha salvato il pianeta Sauria e ucciso Andross una volta per tutte. A causa della sua età avanzata, Peppy si è ritirato dal ruolo di pilota, e Krystal, che si è unita alla squadra Star Fox, ha preso il suo posto, assumendo il ruolo di telepate del gruppo, mentre Peppy, già consigliere, rimane nella Great Fox insieme a ROB 64 per fare da stratega. Dopo la morte di Andross, suo nipote, l'ex membro della Star Wolf Andrew Oikonny ha radunato ciò che resta delle sue truppe e ha dato il via a una ribellione. Il generale Pepper si rivolge così alla Star Fox, che interviene per aiutare l'esercito. Dopo aver inseguito Andrew sul pianeta Fortuna, la battaglia viene interrotta quando la sua nave viene distrutta, e il team viene attaccato da creatura cibernetica simile a un insetto, che Peppy riconosce. Fox la sconfigge e recupera una memoria centrale danneggiata che fa inviare su Corneria per scoprire di più su queste creature, che hanno invaso il Sistema Lylat. 
Durante il briefing con il generale Pepper, la squadra scopre che il direttore delle ricerche è il padre di Slippy, Beltino Toad, che non aveva informato il figlio del suo nuovo lavoro. Beltino rivela che la creatura di prima era un aparoide, una razza che aveva causato grande devastazione in passato: diciassette anni prima, un solo aparoide aveva decimato un'intera flotta dell'esercito. Tuttavia, la memoria centrale recuperata è danneggiata, e la Star Fox deve trovarne un'altra integra per maggiori informazioni. Il generale Pepper informa Fox e il suo team di un SOS proveniente da una base sul pianeta Katina, che è sotto attacco dagli aparoidi. Dopo averli sconfitti, Fox trova un'altra memoria centrale, ma scopre che il segnale di SOS era una trappola, dato che Pigma ruba l'oggetto appena recuperato e scappa con l'intenzione di venderlo al mercato nero in cambio di una grande somma di denaro. 
Inseguendo le tracce di Pigma, la Star Fox si dirige nella base Sargasso, una colonia illegale nella fascia di asteroidi che funge da covo per una banda di criminali guidati da Wolf, il rivale di Fox. Nel frattempo, Beltino invia un messaggio importante a suo figlio: la memoria centrale rubata da Pigma è necessaria per trovare il pianeta aparoide. Fox e Slippy si recano nella base per prenderne il controllo e distruggere tutti i dispositivi di trasferimento, mentre Falco e Krystal combattono nello spazio circostante. Durante la missione, la squadra Star Wolf compare e combatte contro la Star Fox. Mentre Wolf e Leon sono ancora in squadra, Pigma non è più parte della Star Wolf, dato che Wolf lo ha licenziato, e al suo posto c'è un nuovo membro, Panther, che flirta con Krystal. Dopo un duello aereo, la Star Fox ha la meglio, e tramite delle informazioni da Panther, scopre che Pigma è passato per il pianeta Ficina.
Tuttavia, anche Ficina è in pericolo, in quanto gli aparoidi hanno invaso la base di controllo climatico, che rendeva il pianeta abitabile, causando una terribile bufera che impedisce agli Arwing di entrare nell'atmosfera. Entrato da solo sulla superficie, Fox riesce ad accedere alla base di controllo climatico e a ripristinare il danno, ma viene attaccato dai robot sentinella, che lo identificano come intruso e lo attaccano per qualche strano motivo. Dopo essere stato salvato da Falco, sconfigge gli aparoidi che lo attaccano, e nel frattempo, Slippy gli rivela che i robot sentinella erano stati infettati dagli aparoidi, che non sono solo in grado di infettare forme di vita, ma possono anche assimilare e controllare i macchinari. Pigma causa altri problemi, usando la memoria centrale per tramutare parte dei meccanismi del centro di controllo climatico in un aparoide, il che lo farebbe esplodere. La Star Fox riesce a sconfiggere l'aparoide, ma Pigma scappa di nuovo nella fascia d'asteroidi Meteo. 
Inseguendo Pigma nella fascia d'asteroidi, la Star Fox lo trova nel Settore Y. Pigma è stato infettato dagli Aparoidi, diventando un abominio bio-meccanico con il corpo di un satellite abbandonato con cui si è fuso, e la sua testa pesantemente infettata. Senza altre opzioni, Fox lo uccide, riprendendosi la memoria centrale.
Con la memoria centrale recuperata, la Star Fox sta per tornare su Corneria, ma Krystal percepisce un segnale di SOS proveniente dal pianeta Sauria. Gli aparoidi hanno invaso anche Sauria, infettando i dinosauri nativi del pianeta, e Fox e Krystal si recano in superficie per respingere l'invasione e distruggere tutti i riproduttori aparoidi, lasciando Falco e Slippy a occuparsi dei nemici in cielo. Dopo aver abbattuto gli aparoidi, Fox si ricongiunge con il suo amico Tricky, ormai cresciuto, che lo stuzzica sulla sua relazione con Krystal. 
Il pianeta Sauria è salvo, ma il generale Pepper dà cattive notizie alla Star Fox: durante la loro assenza, gli aparoidi hanno invaso Corneria, decimando l'esercito e devastando la Città di Corneria. Dopo aver perso i contatti con il generale Pepper, che è stato attaccato dagli aparoidi, Fox combatte per le strade della città da solo per abbattere tutti i disturbatori radar, ma dopo che Peppy gli invia un Arwing, gli aparoidi lo distruggono. Viene però inaspettatamente aiutato da Wolf, che fa una tregua con la Star Fox per sconfiggere il loro nemico comune. Sfortunatamente, il generale Pepper è stato infettato dagli aparoidi, e la sua nave, ormai mutata, comincia improvvisamente ad attaccare la Star Fox. L'anziano generale, sentendo che sta perdendo il controllo del suo corpo, chiede a Fox di ucciderlo, e la volpe, con riluttanza, lo sconfigge, abbattendo la sua navetta. Improvvisamente, Peppy usa un Arwing per ammorbidire l'atterraggio del suo vecchio amico, salvandogli la vita, ferendosi nel processo. Prima di andare, Wolf offre a Fox un consiglio: "Non esitare mai! Quando giunge il momento, agisci!" 
Il generale Pepper viene ricoverato, e dato che non è più in condizione di guidare la resistenza contro gli aparoidi, Beltino assume il comando, informando la Star Fox che gli aparoidi sono deboli all'apoptosi, e ha sviluppato una bomba speciale con un programma di autodistruzione. Gli aparoidi sono guidati dalla Regina aparoide, e se subisse gli effetti del programma, causerebbe una reazione a catena in grado di auto-distruggere tutti gli aparoidi. Tuttavia, gli aparoidi hanno attaccato la stazione spaziale nell'orbita di Corneria, e la Star Fox deve proteggerla per dare a Beltino il tempo di completare il programma. Con l'aiuto della Star Wolf, Fox e la sua squadra riescono a proteggere la stazione spaziale, permettendo a Beltino di completare il programma di autodistruzione. In seguito, attraversano il portale che li condurrà al pianeta aparoide, un mondo per metà desolato e per metà normale.
Assieme all'esercito di Corneria, la Star Fox attacca il pianeta aparoide, ma dopo aver subito grosse perdite, l'esercito si ritira. L'accesso ai tunnel che portano all'interno del pianeta è bloccato da un grande scudo, e Fox si reca sulla superficie in una città assieme a Krystal per disabilitare lo scudo. Tuttavia, lo scudo si riforma, impedendo alla squadra di passare, e a peggiorare ulteriormente le cose, Peppy è stato infettato dagli aparoidi, mostrando i segni dell'infezione sul braccio destro, sul collo e sulla spalla. Gli aparoidi hanno invaso la Great Fox, danneggiandola gravemente, e con la nave madre sull'orlo della distruzione, Peppy decide di sacrificarsi insieme a ROB facendola impattare contro lo scudo, distruggendolo. Il loro sacrificio è un colpo duro per la Star Fox, e anche Fox rimane scosso dalla possibilità di perdere colui che era stato come un secondo padre per lui, ma guida il resto della squadra all'attacco per assicurarsi che il sacrificio del suo mentore non sia invano. La Great Fox esplode, e Peppy è presunto morto assieme a ROB. 
Proseguendo per i tunnel del pianeta, la Star Fox riceve aiuto dalla Star Wolf contro le forze nemiche e raggiunge la Regina aparoide, che cerca di scoraggiarli con le voci di James McCloud, il padre di Fox, Pigma e dei loro cari presumibilmente morti, inclusi Peppy e ROB, ma Fox, sapendo che suo padre gli direbbe di non arrendersi mai, ricorda il consiglio di Wolf, guida la squadra all'attacco e spara il programma di autodistruzione. Tuttavia, la Regina aparoide sopprime il programma e scappa per creare un anticorpo. Nonostante ciò, la Star Fox riesce a ucciderla, distruggendo il pianeta aparoide e tutti gli aparoidi nell'universo assieme a lei.
La battaglia contro gli aparoidi è vinta, ma a caro prezzo: la Star Fox ha perso i contatti con Wolf e la sua squadra, e diverse persone hanno perso la vita. Improvvisamente, Slippy nota qualcosa da lontano, e il team scopre che Peppy, seppure ferito, è ancora vivo: lui e ROB sono riusciti a scappare usando il ponte della Great Fox come una capsula di salvataggio. Sollevato, Fox ammette che nel profondo sapeva che il suo mentore sarebbe sopravvissuto, e sicuro che il generale Pepper e la Star Wolf stiano bene, ringrazia i suoi amici per il loro duro lavoro mentre tornano a casa.

## Modalità di gioco
Il gameplay di questo gioco è diviso in tre tipi distinti. Il giocatore può pilotare un Arwing (un velivolo), Landmaster (un carro armato), o e combattere a piedi. Tutti e tre i tipi di gioco sono disponibili per la modalità multiplayer. La modalità storia consiste in 10 missioni giocabili in tre livelli di difficoltà: bronzo(facile), argento(medio), oro(difficile). Alla fine di ogni missione è possibile sbloccare la possibilità di rigiocarci nel multiplayer. Dopo aver guadagnato tutte le medaglie d'argento è possibile sbloccare un contenuto extra: Xevious, un videogioco arcade rilasciato dalla Namco nel 1982.
Fox ha una barra della vita verde che diventa rossa quando è critica. Se la sua barra della salute si svuota o se cade nel vuoto, perderà una vita e tornerà all'inizio della sezione in cui è morto. Durante le missioni, è accompagnato da tre compagni di squadra: Falco, Slippy e Krystal. Ogni tanto, uno di loro verrà attaccato da nemici in momenti scriptati della missione e chiederanno aiuto a Fox. Se un compagno perde tutta la sua energia, si ritira dalla missione e non potrà più aiutare durante il livello. Se sono presenti, Slippy può analizzare i boss per mostrare la loro barra della vita e Krystal può individuare i loro punti deboli. Nelle missioni con solo l'Arwing, se Fox ha salvato un compagno, gli ricambierà il favore più avanti. Slippy e Krystal gli lasceranno un anello d'argento per ripristinare una parte dell'energia del suo Arwing, mentre Falco gli passerà una bomba radioguidata. Alla fine della missione, verrà mostrato un resoconto con le condizioni dei compagni, e se tutti e tre sono in salute, il giocatore riceverà una medaglia dorata.
Durante le missioni con l'Arwing, il giocatore potrà usare il turbo, frenare, usare le bombe radioguidate, se ne si ha una, e fare un avvitamento per schivare gli attacchi. Abbattere tutti i nemici in un gruppo o diversi nemici in una volta con un laser caricato dà punti bonus. Il laser può essere potenziato diventando un laser doppio e poi un iperlaser, ma se un'ala dell'Arwing si rompe, tutti i potenziamenti del laser andranno persi.
Nelle missioni a terra, Fox combatte contro gli aparoidi usando diverse armi, come il suo blaster, che ha munizioni infinite e può essere caricato, una mitraglietta, un lanciamissili, delle granate e un fucile di precisione, e può schivare gli attacchi rotolando di lato. Può anche salire su un Arwing o su un Landmaster in qualunque momento, se necessario. Quando è in un veicolo, comparirà una barra blu che indica le condizioni del veicolo che sta usando, e può ricaricarne l'energia raccogliendo degli anelli. Se un veicolo viene distrutto durante queste missioni, Peppy gliene ne invierà un altro dopo un po', ma se l'Arwing viene distrutto nello spazio, Fox morirà all'istante. Durante il combattimento a terra, Fox può ripristinare la sua salute raccogliendo dei kit di pronto soccorso. Le missioni che includono i combattimenti a terra hanno anche un indicatore di combo che si riempie sconfiggendo nemici e si svuota con il passare del tempo. A ogni dieci nemici abbattuti prima che la barra delle combo si svuoti del tutto, il giocatore riceve un bonus. Le missioni 3 e 6 hanno anche un obiettivo secondario mostrato da una barra in alto a sinistra che indica la presenza di nemici in cielo. Se la barra si riempie del tutto, la missione fallisce. In queste missioni, Fox deve distruggere tutti i bersagli, ma se la barra si riempie troppo, deve aiutare i suoi compagni ad abbattere i nemici in aria prima che sia troppo tardi.